# Холмцы Нееловские
Холмцы Нееловские — деревня в Бежецком районе (до 2023 года) Тверской области России. В рамках административно-территориального устройства входит в Бежецкий округ, в рамках организации местного самоуправления включается в Бежецкий муниципальный округ.

## География
Расположена севернее деревни Холмцы Яблоновские, с которой соединена просёлочной дорогой. Между деревнями берёт начало ручей, впадающий в реку Елешня.

## История
В 2005 — 2023 годах входила в состав Борковского сельского поселения, упразднённое в пользу образованного Бежецкого муниципального округа.

## Население
| 2008 | 2010 |
| ---- | ---- |
| 10   | ↘1   |

## Инфраструктура
Личное подсобное хозяйство с зоной сельскохозяйственного использования, индивидуальная застройка усадебного типа.

## Транспорт
Деревня доступна автотранспортом.